# 김태현 (1986년)
김태현(한국 한자: 金泰賢, 1986년 6월 20일 ~ )은 대한민국의 전 축구 선수이며, 포지션은 수비수였다.